# 1987-es magyar tekebajnokság
Az 1987-es magyar tekebajnokság a negyvenkilencedik magyar bajnokság volt. A bajnokságot május 9. és 10. között rendezték meg Budapesten, a férfiakét a MOM pályáján, a nőkét a Zuglói Danuvia pályáján.

## Eredmények
| Versenyszám  | Arany                                          | Arany | Ezüst                                       | Ezüst | Bronz                                          | Bronz |
| ------------ | ---------------------------------------------- | ----- | ------------------------------------------- | ----- | ---------------------------------------------- | ----- |
| Férfi egyéni | Csányi Béla Ferencvárosi TC                    | 1935  | Mráz László Győri Richards                  | 1866  | Madák Pál BKV Előre                            | 1857  |
| Férfi páros  | Csányi Béla, Fekete Mátyás Ferencvárosi TC     | 1844  | Mráz László, Szőke Géza Győri Richards      | 1829  | Németh Lajos, Nagy László Sabaria SE           | 1825  |
| Női egyéni   | Szenczi Judit Ferencvárosi TC                  | 888   | Kovácsné Kiss Erika Szeged SC               | 874   | Lőrinczné Naschitz Katalin Szeged SC           | 871   |
| Női páros    | Szenczi Judit, Sallai Mátyásné Ferencvárosi TC | 860   | Völcsey Istvánné, Horváth Imréné Csornai SE | 858   | Vidács Györgyné, Kovácsné Kiss Erika Szeged SC | 857   |